# 中央维护稳定工作领导小组

## 历史
1998年3月27日成立，尉健行任组长，钱其琛、罗干任副组长，成员有唐家璇、贾春旺、许永跃、赵启正、王胜俊、隗福临、杨国屏、徐光春。
据中共中央2018年3月印发的《深化党和国家机构改革方案》，“不再设立中央维护稳定工作领导小组及其办公室，有关职责交由中央政法委员会承担”。